# Cajvana
Cajvana es una ciudad con estatus de oraș de Rumania ubicada en el distrito de Suceava.
Según el censo de 2011, tiene 6901 habitantes, mientras que en el censo de 2002 tenía 7263 habitantes. La mayoría de la población es de etnia rumana (97,88 %).
La mayoría de los habitantes son cristianos de la Iglesia Ortodoxa Rumana (71,48 %), con una importante minoría de pentecostales (26,7 %).
Se conoce la existencia de la localidad desde 1575. Adquirió estatus urbano en 2004. En su territorio se incluye como pedanía el pueblo de Codru.
Se ubica unos 20 km al oeste de la ciudad de Suceava.